# Stanislaus von Leszczynski
Friedrich Wilhelm Joseph Ferdinand Stanislaus von Leszczynski (* 28. August 1842 in Graudenz; † 19. Juli 1932 in Detmold) war ein preußischer Generalleutnant und Militärschriftsteller.

## Leben

### Herkunft
Stanislaus gehörte dem Stamm Labandt des ursprünglich polnischen Hochgeschlechts Leszczyński an. Er war ein Sohn des preußischen Oberstleutnants Friedrich von Leszczynski (1793–1857) und dessen Ehefrau Maria, geborene von Dolega-Ossowski (1817–1904).

### Militärkarriere
Leszczynski besuchte das Gymnasium in Danzig sowie die Kadettenhäuser in Kulm und Berlin. Anschließend wurde er am 6. März 1860 als Sekondeleutnant dem 1. Infanterie-Regiment der Preußischen Armee in Königsberg überwiesen. Am 1. Juli 1860 erfolgte seine Versetzung in das neu errichtete 5. Ostpreußische Infanterie-Regiment Nr. 41. Leszczynski nahm am 22. Mai 1864 seinen Abschied als Ganzinvalide, erhielt aber Mitte November 1865 die Erlaubnis zum Wiedereintritt als Gemeiner beim 4. Westfälischen Infanterie-Regiment Nr. 17. Während des Krieges gegen Österreich nahm er 1866 an den Schlachten bei Münchengrätz und Königgrätz teil und avancierte Mitte Juli 1866 zum Sekondeleutnant.
Nach dem Krieg stieg Leszczynski Anfang Februar 1868 zum Bataillonsadjutanten auf und am 18. Juni 1869 wurde er mit einem Patent vom 1. Juni 1864 in das 6. Westfälische Infanterie-Regiment Nr. 55 versetzt. Mit diesem Verband nahm zu Beginn des Krieges gegen Frankreich zunächst an den Gefechten bei Forbach und Saarbrücken teil, bis er in der Schlacht bei Colombey am rechten Bein schwer verwundet wurde. Durch diese Verwundung war Leszczynski nicht mehr felddienstfähig. Er wurde mit dem Eisernen Kreuz II. Klasse ausgezeichnet, zum Premierleutnant befördert und nach dem Friedensschluss Mitte Dezember 1872 Assistent am Kadettenhaus in Wahlstatt. In dieser Stellung Mitte Oktober 1876 zum Hauptmann befördert, wurde er am 14. April 1877 unter Stellung à la suite seines Regiments Kompaniechef am Kadettenhaus in Plön. Nach einer Verwendung in gleicher Eigenschaft am Kadettenhaus in Potsdam erfolgte Mitte September 1882 seine Versetzung zur Hauptkadettenanstalt. Leszczynski wurde am 4. Dezember 1884 zur Dienstleistung beim Nebenetat des Großen Generalstabes kommandiert und am 11. Dezember 1884 zum Vorstand des Kriegsarchivs und der Bibliothek ernannt. Unter Stellung à la suite des 1. Westpreußischen Grenadier-Regiments Nr. 6 erfolgte am 24. März 1885 mit Patent vom 17. Oktober 1875 seine Versetzung in den Nebenetat des Großen Generalstabes. Als Oberstleutnant wurde er am 28. Juli 1892 zum Abteilungschef im Nebenetat ernannt und avancierte Mitte Mai 1894 zum Oberst. Leszczynski erhielt am 6. August 1896 den Posten als Chef der Kriegsgeschichtlichen Ableitung II, die sich mit den Kriegen bis zum Jahr 1858 beschäftigte. Er stieg Mitte August 1897 zum Generalmajor auf, wurde anlässlich des Ordensfestes im Januar 1901 mit dem Kronen-Orden II. Klasse mit Stern ausgezeichnet und erhielt am 18. Mai 1901 den Charakter als Generalleutnant. In Genehmigung seines Abschiedgesuches wurde Leszczynski am 14. November 1903 unter Verleihung des Sterns zum Roten Adlerordens II. Klasse mit Eichenlaub und mit der gesetzlichen Pension zur Disposition gestellt. Gleichzeitig wurde er im Großen Generalstab weiterhin beschäftigt. Er erhielt Anfang Juli 1908 den Orden der Eisernen Krone I. Klasse und am 6. Juli 1913 wurde ihm die Erlaubnis zum Tragen der Uniform des Infanterie-Regiments „Graf Barfuß“ (4. Westfälisches) Nr. 17 erteilt.
Bereits während seiner Tätigkeit im Nebenetat des Großen Generalstabes hatte sich Leszczynski als Militärschriftsteller betätigt. Er war u. a. maßgeblich an der Herausgabe des neuen Generalstabswerkes der Kriege Friedrichs des Großen beteiligt, wirkte in der Redaktion und der Herausgabe der von der Familie Moltke veröffentlichten Schriften des Generalfeldmarschalls von Moltke und publizierte auch im Militär-Wochenblatt.

### Familie
Leszczynski verheiratete sich am 23. Juni 1868 in Neuhausen bei Celle mit Agnes von Leutsch (1844–1929), Tochter des hannoverschen Justizrats Friedrich von Leutsch (1797–1852) und der Susanne von Harling (1815–1864). Aus der Ehe gingen mehrere Kinder hervor.

## Schriften
- Geschichte des 6. Westfälischen Infanterie-Regiments Nr. 55. Meyersche Hofbuchhandlung, Detmold 1877, Digitalisat
- Kriegerleben des Johann von Borcke, weiland Kgl. preuß. Oberstlieutenants. 1806–1815. E.S. Mittler & Sohn, Berlin 1888, Digitalisat
- Gesammelte Schriften und Denkwürdigkeiten des General-Feldmarschalls Grafen Helmuth von Moltke. E.S. Mitter & Sohn, Berlin 1892, Digitalisat